# Christian Gotthold Eschenbach

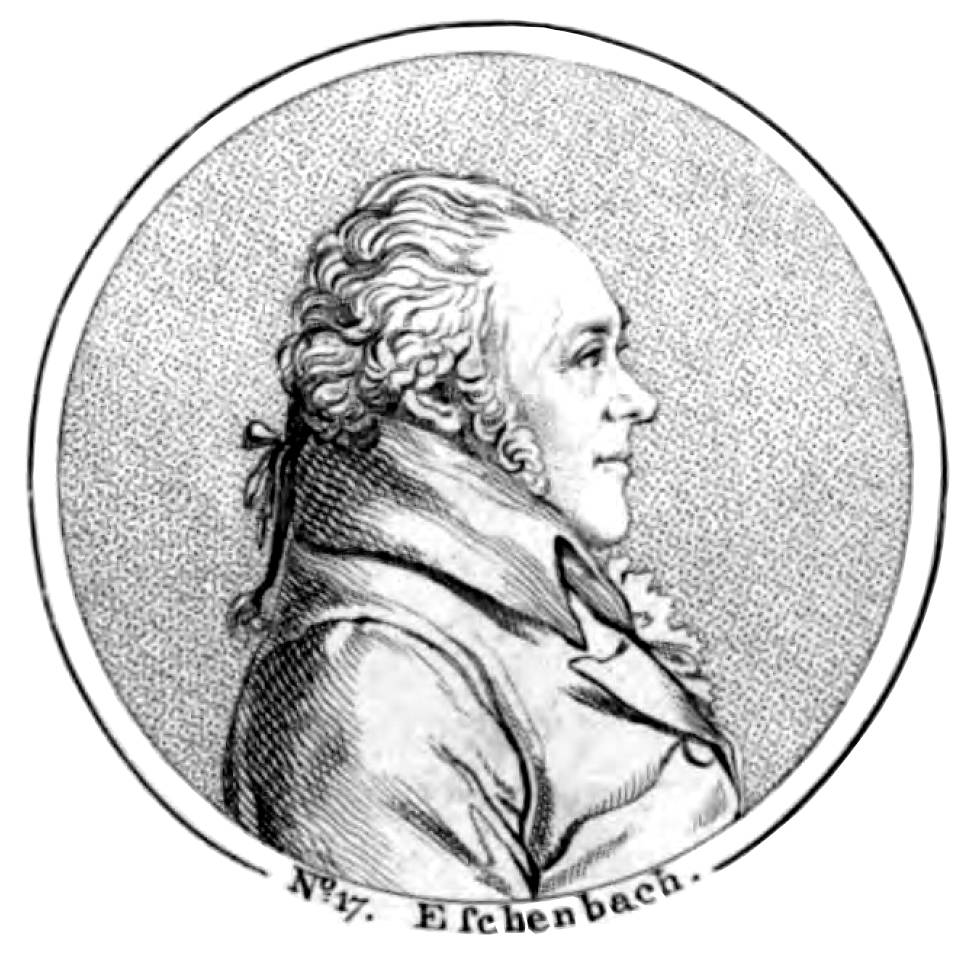
Christian Gotthold Eschenbach

Christian Gotthold Eschenbach (* 24. November 1753 in Leipzig; † 5. November 1831 ebenda) war ein deutscher Mediziner, Chemiker und Hochschullehrer.

## Leben
Christian Gotthold Eschenbach wurde geboren als Sohn des Christoph Elias Gottlieb Eschenbach, kurfürstlich sächsischer Hofposamentierer. Sein Bruder war der Mathematiker, Übersetzer und Ingenieur Hieronymus Christoph Wilhelm Eschenbach (* 30. März 1764 in Leipzig; † 7. März 1797 in Madras).
Christian Gotthold Eschenbach studierte an der Universität Leipzig und erhielt 1776 seinen Baccalaureus; 1783 promovierte er zum Doktor der Medizin. 1784 erhielt er, als Nachfolger von Anton Ridiger, einen Lehrstuhl als Professor der Chemie an der Universität Leipzig und wurde 1797 Mitglied der medizinischen Fakultät. Er richtete am 30. Juni 1805 das erste chemische Laboratorium der Universität Leipzig ein, das in den Räumlichkeiten einer ehemaligen Schankwirtschaft auf der Pleißenburg untergebracht war, und leitete dieses; bis dahin war er auf die Nutzung privater Laboratorien angewiesen.

## Wirken
Er verfasste einige Originalarbeiten und fertigte viele ausländische Übersetzungen, besonders aus dem Englischen. Er gründete verschiedene Stiftungen, darunter eine Stiftung mit 1600 Talern für Studenten der Medizin an der Universität Leipzig. Außerdem stiftete er 1831 der Thomasschule 1000 Taler zur Einrichtung einer neuen Stelle für einen Alumnus.

## Werke (Auswahl)
- Christian Gotthold Eschenbach; Christian Gottlob Demiani: Christiano Gottlob Demiani gratulatur Christ. Gotth. Eschenbach Spermatis ad sanguinem regressus negatur. Lipsiae. Litteris Langenhemiis, 1777.
- Christian Gotthold Eschenbach; Johann Paul Langguth: De glandularum mesaraicarum in chylum actione. Lipsiae, Ex officina Waltheria 1777.
- Christian Gotthold Eschenbach; Karl Gottlob Schubarth: Carolo Gottlob Schubartho gratulantur societatis disputatoriae sodales. Quatenus dura cerebri meninx matris mereatur nomen? Lipsiae, Ex Officina Langenhemia, 1778.
- Christian Gotthold Eschenbach; Carl Christian Krause: Noxios quosdam neglecti corporis motus effectus recenset Præs. C.C. Krausio C.G.E. Leipzig, 1779.
- Christian Gotthold Eschenbach; Carl Gottlob Kühn; Christian Ehrenfried Eschenbach; Wilhelm Gottlob Sommer: Dissertatio Physico-Chemica De Extractis Vegetabilivm Garayanis Cvivs Partem Primam Avctoritate Defendent M. Christ. Gotth. Eschenbach Et Carolvs Gottlob Kvehn Medcinae Baccalavrei. Lipsiae Sommer 1779.
- Christian Gotthold Eschenbach; Christian Friedrich Schubert: Noxios quosdam neglecti corporis motus effectus recenset simulque. Lipsiae, Ex Officina Sommeria, 1779.
- Anton Brugmans; Christian Gotthold Eschenbach: Anton Brugsmans Beobachtungen über die Verwandtschaften des Magnets. Leipzig: S.N. Crusius, 1781.
- Auswahl der besten Aufsätze und Beobachtungen für Wundärzte. Leipzig, 1783.
- Ernst Gottlob Bose; Christian Gotthold Eschenbach: Ordinis medicorum in universitate Lipsica h. t. procancellarius d. Ernestus Gottlob Bose panegyrin medicam indicit, inest de fabrica vasculosa vegetabili et animali. Lipsiae 1783.
- De liquoribus salinis officinarum eorumque medicis virtutibus specimen. Lipsiae Ex Officina Klaubarthia 1783.
- Anton Brugmans, Christian Gotthold Eschenbach: Philosophische Versuche über die magnetische Materie, und deren Wirkung in Eisen und Magnet: mit sechs Kupfern: aus dem Lateinischen des Anton Brugmans, Doktors der Weltweisheit, und öffentlichen Lehrers der Mathematik und Physik auf der hohen Schule zu Gröningen, übersetzt und mit Anmerkungen und Zusätzen des Herrn Verfassers vermehrt. Leipzig, 1784.
- Ad audiendam orationem sollemnem qua ordinariam chemiae professionem sibi demandatam. Lipsiae, Ex Officina Klaubarthia 1785.
- Hieronymus Christoph Wilhelm Eschenbach; Christian Gotthold Eschenbach; Abraham Gotthelf Kästner; Johann Gottlob Immanuel Breitkopf: Ad Fratrem Christian. Gotthold Eschenbach Philosophiae Et Medicinae Doctorem Ordinariam Chemiae Professionem Adevntem Epistola Hieronymi Christophori Vilelmi Eschenbach Artivm Magistri. Inest in locum Kaestnerianum de multipli angulorum tangentibus commentatio. Lipsiae Breitkopf 1785.
- De quibusdam auri calcibus et salibus mercurialibus observationes. Ex officina Klaubarthia, Leipzig 1785 (eingeschränkte Vorschau in der Google-Buchsuche).
- Hieronymus Christoph Wilhelm Eschenbach; Christian Gotthold Eschenbach: Ad Fratrem Christian. Gotthold Eschenbach Adeuntem Epistola. Lipsiae: Breitkopfius, 1785.
- Vermischte medicinische und chirurgische Bemerkungen über verschiedene Krankheiten der Brust und des Unterleibes: nebst Nachrichten von merkwürdigen Leichenöffnungen: Mit Kupfern. Leipzig Weygand 1786.
- Christian Gotthold Eschenbach; Royal College of Physicians (London): Londner Apothekerbuch: Nach der neuesten Originalausgabe übersezt und mit einigen Zusätzen und Anmerkungen. Leipzig: Crusius, 1789.
- Albuminscriptie. Leipzig, 20 febr. 1790.
- Jean-Claude de La Métherie, Johann Reinhold Forster, Christian Gotthold Eschenbach: Theorie der Erde: Aus dem Französischen übersetzt und mit einigen Anmerkungen vermehrt von D. Christian Gotthold Eschenbach nebst einem Anhange von D. Johann Reinhold Forster. Breitkopf und Härtel, Leipzig. (Band 2, 1797. Online, Band 3, 1798. Online in der Google-Buchsuche)
- Carolus Henricus Stölzel; Christian Gotthold Eschenbach: Resp. De metritidis diagnosi et cura specimen inaugurale medicum Præs. C.G. Eschenbach, etc. Lipsiae, 1797.
- Christian Gotthold Eschenbach; Johann Christian August Heinroth: Ammoniacae therapeuticis usibus recte accommodandae exempla quaedam et praecepta. Lipsiae, Ex Officina Breitkopfii et Härtelii, 1797.
- Christian Gotthold Eschenbach; Carl Heinrich Stoelzel: De Metritidis Diagnosi Et Cvra : Specimen Inavgvrale Medicvm Qvod Praeside Christiano Gotthold Eschenbach Pvbl. Def. Avctor Carolvs Henricvs Stölzel Eybenstockio-Montanvs. Lipsiae: Klaubarth, 1797.
- Christian Gotthold Eschenbach; Johann Friedrich Wilhelm Seegert: De medorrhoea muliebri. Specimen. Lipsiae, Ex Officina Klaubarthia [1798].
- Caspar Gottfried Witschel; Christian Gotthold Eschenbach: De metastasibus inprimis lacteis. Specimen ... Præs. C.G. Eschenbach, etc. Lipsiae, 1798.
- Joannes Fridericus Wilhelmus Seegert; Christian Gotthold Eschenbach: Resp. De medorrhoea muliebri specimen. Præs. C.G. Eschenbach. Lipsiae 1798.
- Ammoniacae therapeuticis usibus recte accommodandae exempla quaedam et praecepta. Ticini, 1799.
- Christian Gotthold Eschenbach; Friedrich August Müller: De Hysterotomia Dissertatio Inauguralis. Lipsiae: Klaubarth, 1800.
- Christian Gotthold Eschenbach; Franz Friedrich Roeber: Aer mephiticus noxiusne in morbis putridis an salutaris quaestio. Lipsiae Ex Officina Klaubarthia 1800.
- Antoine François de Fourcroy, Christian Gotthold Eschenbach: System der theoretischen und practischen Chemie. Reinicke & Hinrichs, Leipzig 1801 (Online in der Google-Buchsuche).
- Beschreibung neu erfundner höchst wichtiger Maschinen für die Landwirthschaft und den Ackerbau. Leipzig, J.C. Hinrichs, 1802.
- Christian Gotthold Eschenbach; Johann Gottlob Wilhelm Demiani: De equitationis usu medico. Lipsiae, G. Tauchnitz, 1802.
- Kunst-Magazin der Mechanik und technischen Chemie: oder Sammlung von Abbildungen und Beschreibungen erprobter Maschinen zur Vervollkommnung des Ackerbaues, der Manufacturen und Fabriken. Zeitschrift 1802–1807.
- Christian Gotthold Eschenbach, Johann Carl Meyer: De fumi nicotianae suctu. Leipzig 1803 (Online in der Google-Buchsuche).
- R. O’Reilly, Jean-Antoine Chaptal, Christian Gotthold Eschenbach: Vollständige Bleichkunst: nebst des Bürger Chaptal Beschreibung einer neuen Methode, durch Dämpfe zu bleichen und ihre Anwendung auf die Künste und Fabriken. Hinrichs, Leipzig 1804 (Online in der Google-Buchsuche).
- Pierre-François Tingry, Christian Gotthold Eschenbach, Johann Conrad Hinrichs: Neues Handbuch für Lackirer und Mahler, welches eine Anweisung zur Bereitung aller Arten von Firnissen und Farben enthält. Johann Konrad Hinrichs, Leipzig 1804 (eingeschränkte Vorschau in der Google-Buchsuche).
- Christian Gotthold Eschenbach; Friedrich Christian Adam Döring: Ad hydropis aetiologiam et therapiam analecta. Lipsiae, 1804.
- J. G. Boreux, Christian Gotthold Eschenbach: Anweisung zur Konstruction eines Verkohlungs-Ofens, welcher mehrere Stuben Tag und Nacht heizt und worin den ganzen Winter hindurch, ohne Kosten, ein beständiges Feuer unterhalten werden kann. Hinrichs, Leipzig 1804 (eingeschränkte Vorschau in der Google-Buchsuche).
- J. G. Boreux; Christian Gotthold Eschenbach: Anweisung vermittelst eines neuen Verfahrens Schokolate und Kaffee zu bereiten, auf die beste Art zu kochen. Leipzig Joh. Conr. Hinrich 1805.
- J. G. Boreux; Christian Gotthold Eschenbach: Neue Wässerungs-Methode oder Darstellung der einfachsten und wohlfeilen Art, Wasser zur Wässerung der Gärten, Felder und Wiesen zum Gebrauche in Manufakturen u. s. w. in die Höhe zu heben. Leipzig Hinrichs 1806.
- Neue Methode, leinenes und baumwollnes Zeug zu waschen, zu bleichen und zu trocknen, und solches auf die schnellste, wohlfeilste und vollkommenste Art zu bewerkstelligen. Leipzig: Hinrichs, 1806.
- J. G. Boreux; Christian Gotthold Eschenbach: Ausführliche Abbildung und Beschreibung der vom Herrn Thilorfer erfundenen rauchverzehrenden Oefen, Phloskopen genannt, ohne und mit sichtbarer Flamme. Leipzig: Hinrichs, 1806.
- Christian Gotthold Eschenbach; Johann August Wilhelm Ilisch: Dissertatio inavgvralis de catarrho: qvam praeside Christiano Gotthold Eschenbach. Lipsiae, 1806.
- Christian Gotthold Eschenbach; David Friedrich Heffter: Doctrinae de gangraena brevis expositio. Lipsiae, 1807.
- Christian Gotthold Eschenbach; Carl Gottlieb Brauer: De vi frigoris, praesertim medica. Lipsiae, 1807.
- Johann Gottlob Peschel: Anleitung, überall gutes Bier zu brauen, oder Beantwortung der Frage: Warum kann man in dem einen Brauhause nicht dasselbe Bier brauen, als in dem andern? Eine von der Königl. Sächsischen ökonomischen Societät mit einer Medaille belohnte Schrift. Mit einer Vorrede von Christian Gotthold Eschenbach. Hinrichs, Leipzig 1809 (eingeschränkte Vorschau in der Google-Buchsuche).
- Adolph Schellenberg, Christian G Eschenbach: Dissertatio inauguralis physico-medica de corporibus elementaribus. Weinedel, Leipzig 1810 (eingeschränkte Vorschau in der Google-Buchsuche).
- Christian Gotthold Eschenbach; Johannes Friedrich Gottlob Schencke: Dissertatio Pathologica De Febre Putrida. Lipsiae, 1810.
- Christian Frederick Buchheim; Christian Gotthold Eschenbach: Dissertatio inauguralis de dentitione. Lipsiae, ex officina Hirschfeldiana, 1810.
- Christian Gotthold Eschenbach; Johann A. Aehle: De Typho eiusque praecipuis formis. Lipsiae Richter 1812.
- Christian August Kraft, Christian G Eschenbach: Meletemata de incremento, seu priore aetatis humanae periodo: Diss. med. Leipzig 1813 (eingeschränkte Vorschau in der Google-Buchsuche).
- Carl Ernst Hedrich; Christian Gotthold Eschenbach: Dissertatio inauguralis medica sistens partus cum placenta praevia atque ruptura uteri complicati historiam. Lipsiae: Ex officina Klavbarthia, 1814.
- Christian Gotthold Eschenbach; Ferdinand Ludwig Kirschner: De Zostere. Lipsiae Teubner 1816.
- Christian Gotthold Eschenbach; Karl Heinrich Edelmann: Dissertatio inauguralis medica observationem enteritidis nervosae una cum epicrisi exhibens. Lipsiae, 1816.
- Christian Gotthold Eschenbach; Ernst Erhard: Dissertatio Inauguralis Medica De gratiola officinali eiusque praesertim in mania usu. Lipsiae Staritz 1818.
- Johann Carl Theophil Hiller; Christian Gotthold Eschenbach: Dissertatio inauguralis medica de colocynthide eiusque praesertim in hydrope usu. Lipsiae: Elbert, 1821.
- Friedrich August Wilhelm Hofmeister; Christian Gotthold Eschenbach: De calculis urinariiis collectanea quedam: dissertatio inauguralis medica: quam praedide Christiano Gotthold Eschenbach. Lipsiae: E typograheo Glückiano, 1821.
- Ernst August Carus, Christian Gotthold Eschenbach: De vi naturae medicatrice in formandis cicatricibus: dissertatio inauguralis medica. Staritz, Leipzig 1822 (eingeschränkte Vorschau in der Google-Buchsuche).
- Ernst August Engler; Christian Gotthold Eschenbach: Dissertatio inauguralis medica amauroseos nosologiam et therapiam sistens: quam in Academia Lipsiensi praeside viro excellentissimo et experientissimo Christiano Gotthold Eschenbach pro gradu doctoris medicinae et chirurgiae illustris ictorum ordinis concessu in auditorio juridico a. d. IV. m. april. MDCCCXXIII publice defendit. Lipsiæ: Literis Staritii, 1823.
- Rudolf Julius Albert Martini; Christian Gotthold Eschenbach: Dissertatio inauguralis medica rariorem erysipelatis exitum elephantiasin simulantem sistens. Lipsiae: Naumann, 1824.
- Ernst Ludwig Hermann; Christian G Eschenbach: De acidi sulphurici in morbis curandis usu: dissertatio inauguralis medica. Lipsiae: Melzer, 1824.
- Christian Gotthold Eschenbach; Ernst Gotthelf Bredahl: De testiculorum in scrotum descensu adiecta nova de crypsorchide observatione. Lipsiae: Glück, 1824.
- Heinrich Adolph Ferdinand Stroefer; Christian Gotthold Eschenbach: Dissertatio inauguralis medica de iritide syphilitica: quam in Academia Lipsiensi praeside Christiano Gotthold Eschenbach pro gradu doctoris medicinae et chirurgiae a. d. XXIII. m. januar. a. R.S. MDCCCXXIV. publice defendit. Lipsiae: Litteris Staritii, 1824.
- Christian Gotthold Eschenbach, Friedrich Eduard von Seckendorff: Collectanea quaedam de strangulationibus intestinorum internis: adiecta nova intestini coli contorti summeque dilatati observatione: cum tab. lith. III. Leipzig 1825 (eingeschränkte Vorschau in der Google-Buchsuche).
- Christian Gotthold Eschenbach; Carl Gottlob Franz: Monographia de labio leporino: spec. I. Lipsiae, 1825.
- Otto Ernst Boesewetter; Christian Gotthold Eschenbach: De dysenteria. Dissertatio inauguralis medica quam praeside Christiano Gotthold Eschenbach pro summis in medicina et chirurgia honoribus rite capessendis ad diem X. m. Martii A.O.R. MDCCCXXVI publice defendet auctor Otto Ernestus Boesewetter. Lipsiae: Lit. Staritzii, 1826.
- Christoph Friedrich Sartorius, Christian Gotthold Eschenbach: Rhachitidis congenitae observationes: cum tabulis tribus aeri incisis. Staritz, Leipzig 1826 (eingeschränkte Vorschau in der Google-Buchsuche).
- Christian Gotthold Eschenbach, Johann Karl Horack: Dissertatio medica rarioris degenerationis telae cellulosae et cutis in cruribus historiam sistens. Teubner, Leipzig 1827 (eingeschränkte Vorschau in der Google-Buchsuche).
- Ludwig Eduard Schrag; Christian Gotthold Eschenbach: De praecipuis differentiis quae inter nascendum natumque hominem obtinent : dissertatio inauguralis medica. Lipsiae: , 1827.